# Dioscorea alata

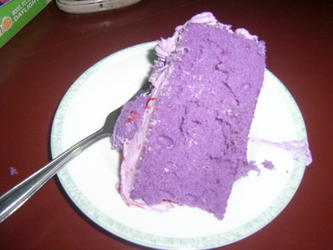
Un trozo de torta hecha de ube.

El ñame de agua, ñame alado, tabena  o en Filipinas ube o ubi (Dioscorea alata) es  una especie de ñame (Dioscorea alata) que  contiene pigmentos que dan color púrpura o violáceo.

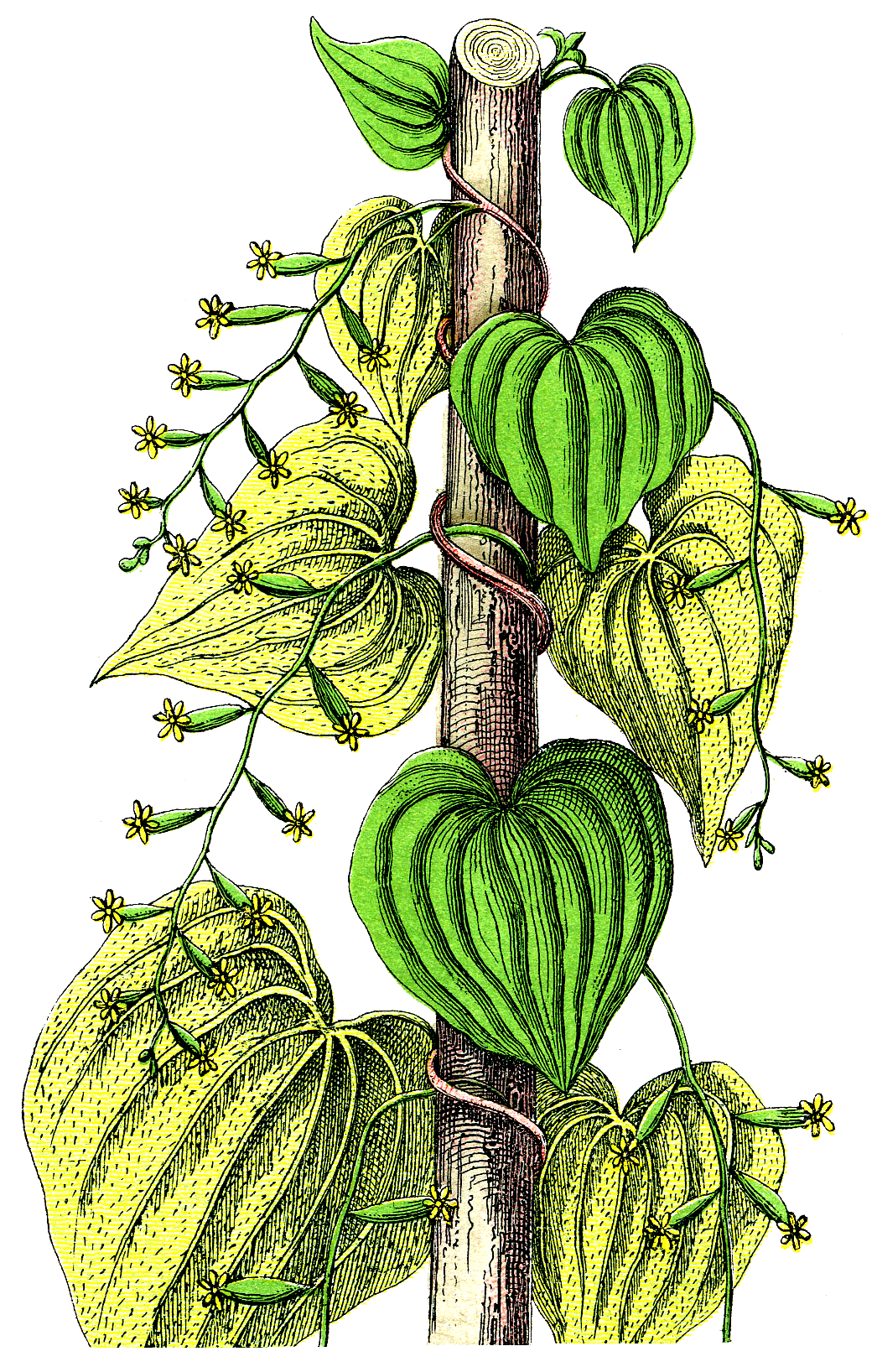
Ilustración

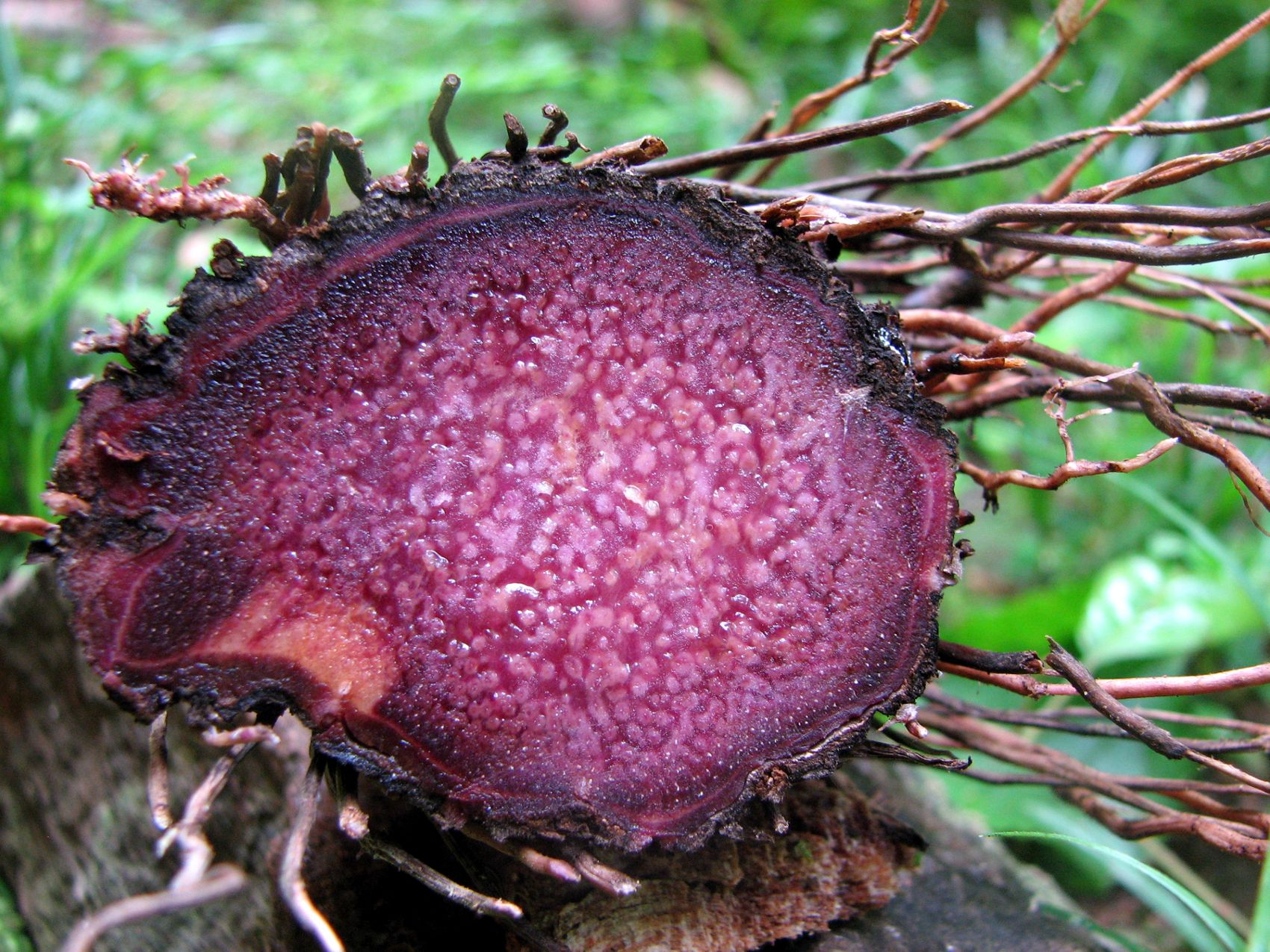
Tubérculo

## Descripción
Son tubérculos de 10-40 cm de diámetro, hipogeos, globosos, internamente blancos a crema, suculentos; corteza delgada, amarillenta. Bulbilos en las axilas foliares 4-5 x 3 cm, ovoides, pardo oscuro, verrugosos. Tallos dextrovolubles, cuadrados, angulados, alados. Hojas (7-)11-15(-25) x (4-)8.4-9.7(-16) cm, opuestas, generalmente alternas en plántulas o plantas muy jóvenes, ovadas o elípticas u ovado-elípticas o lanceoladas a hastadas, 7-nervias, la base generalmente cordata, ocasionalmente sagitada o con los lóbulos traslapándose, el ápice acuminado, membranáceo a subcoriáceo; pecíolos 8.7-10.3 cm, ligeramente decurrentes sobre el tallo; estípulas 7-8 x 4 mm, oblongas a falcadas. Inflorescencias estaminadas con 1 panícula compuesta de 9-30 cm por axila, con 1-4 racimos por nudo opuestos a otros tantos y cada uno con forma de zigzag; raquis liso; flores solitarias, sésiles; perianto 1-2 mm, crema, rosado o purpúreo; tépalos 1-2 mm, ovados; estambres 6, los 3 cortos c. 0.3 mm, los 3 largos 0.5-0.6 mm, insertados en el toro, filiformes, las anteras introrsas, las tecas coherentes; pistilodio 0.2-0.4 mm, cónico, tripartido, carnoso. Inflorescencias pistiladas con 1 racimo de 15-30 cm por axila; perianto c. 2 mm, pardo o purpúreo; estaminodios 6, c. 0.2 mm, cónicos, insertados en la base de los tépalos; columna estilar c. 0.3 mm, los estilos anchos, carnosos, 2-fidos. Cápsulas 16-18 x 20-25 mm, semirreniformes, crema con máculas purpúreas, la base ligeramente aguda a obtusa, el ápice retuso a emarginado; semillas desconocidas.

## Usos
En India, este vegetal se conoce como ratalu o yam violeta.  En Marathi: KondFal (कोंदफळ). En Vietnam: khoai mỡ. En otras partes de la península Malaya, la palabra ubi se refiere a cualquier yam o tubérculo.  En Tonga: ʻufi (considerándoselo como un alimento de reyes), en Hawáiʻi: uhi, en Tahití: ufi. En Filipinas, el ube es cocinado con azúcar e ingerido como un postre dulce o mermelada llamada ube halaya que tiene un brillante color violeta. El Ube es también un ingrediente en el postre frutado halo halo, otro popular postre filipino. El Ube es a veces confundido con Ipomoea batatas cv. Ayamurasaki de Okinawa.
El ube es utilizado en variedades de postres, como así también para saborizar helados, leche, piononos, tartas, galletas, tortas, y otras reposterías. El término ube también denota en Filipinas el color purpúreo o violeta.
En Maharashtra, chips fritos de ube se consumen durante comidas religiosas. El yam púrpura es también un ingrediente esencial en Undhiyu.
Kristen Stewart (Twilight) y Uma Thurman (Kill Bill, Pulp Fiction, High Stakes) son promotores de Ube Shakes.

## Taxonomía
Dioscorea alata fue descrita por Carolus Linnaeus  y publicado en Species Plantarum 2: 1033. 1753.
Sinonimia
- Dioscorea atropurpurea Roxb.
- Dioscorea colocasiifolia Pax
- Dioscorea eburina Lour.
- Dioscorea eburnea Lour.
- Dioscorea globosa Roxb.
- Dioscorea javanica Queva
- Dioscorea purpurea Roxb.
- Dioscorea rubella Roxb.
- Dioscorea sapinii De Wild.
- Dioscorea sativa Munro
- Dioscorea vulgaris Miq.
- Elephantodon eburnea (Lour.) Salisb.
- Polynome alata (L.) Salisb.[2][3]